# Libris
Libris Digimental A/S  (tidligere kendt som IDG Forlag) er Danmarks største forlag inden for litteratur om informationsteknologi. Virksomheden var ejet af IDG Danmark fra 1994 til 2003 og af FDB fra 2003-2009, men blev i 2009 købt af Digimental Holding der ejes af Jesper Bove-Nielsen.
Forlaget har specialiseret sig i instruktive udgivelser af e-bøger, hæfter og bøger om blandt andet It-litteratur, grafik, foto, job. Men i de senere år også oversatte personbiografier om moderne ledere som Mark Zuckerberg og Steve Jobs og oversatte virksomhedsbiografier om Apple, Google og Facebook. Endvidere udgiver forlaget danske ledelsesbøger med forfattere som bl.a. Steen Hildebrandt.
Derudover har forlaget børnebogsforlaget Babu, der udgiver Hr. Mand & Lille Frøken serien (på engelsk Mr. Men & Little Miss)
Libris har anno 2007 udgivet deres titler i 14 europæiske lande.